# Nissewaard
Nissewaard è una municipalità dei Paesi Bassi situata nella provincia dell'Olanda Meridionale. È stata istituita il 1 gennaio 2015 dalla fusione delle municipalità di Bernisse e Spijkenisse.
Il suo territorio comprende tutta l'isola di Putten e parte della adiacente isola di Voorne.